# Дриппінг-Спрінгс (округ Делавер, Оклахома)
Дриппінг-Спрінгс (англ. Dripping Springs) — переписна місцевість (CDP) в США, в окрузі Делавер штату Оклахома. Населення — 54 особи (2020).

## Географія
Дриппінг-Спрінгс розташований за координатами 36°10′16″ пн. ш. 94°41′6″ зх. д. / 36.17111° пн. ш. 94.68500° зх. д. (36.171056, -94.685112).  За даними Бюро перепису населення США в 2010 році переписна місцевість мала площу 3,67 км², уся площа — суходіл.

## Демографія
Згідно з переписом 2010 року, у переписній місцевості мешкало 50 осіб у 17 домогосподарствах у складі 11 родини. Густота населення становила 14 особи/км².  Було 18 помешкань (5/км²).
Расовий склад населення:
| - 46,0 % — білих - 40,0 % — корінних американців |

До двох чи більше рас належало 14,0 %. Частка іспаномовних становила 0,0 % від усіх жителів.
За віковим діапазоном населення розподілялося таким чином: 42,0 % — особи молодші 18 років, 50,0 % — особи у віці 18—64 років, 8,0 % — особи у віці 65 років та старші. Медіана віку мешканця становила 27,5 року. На 100 осіб жіночої статі у переписній місцевості припадало 108,3 чоловіків;  на 100 жінок у віці від 18 років та старших — 81,2 чоловіків також старших 18 років.
Середній дохід на одне домашнє господарство  становив 42 469 доларів США (медіана — 42 813), а середній дохід на одну сім'ю — 42 469 доларів (медіана — 42 813). 
Цивільне працевлаштоване населення становило 14 особи. Основні галузі зайнятості: виробництво — 78,6 %, освіта, охорона здоров'я та соціальна допомога — 21,4 %.